# 張惠妹現場表演列表
本條目列舉臺灣女歌手張惠妹參與重要場合演唱的現場表演。
| 日期   | 活動                                                 | 表演內容 | 備註                                                   |
| ------ | ---------------------------------------------------- | --- | ------------------------------------------------------ |
| 1998年 | 日本放送協會（NHK）年度大典表演                      | 「Asia Live Dream」 | 代表台灣                                               |
| 1998年 | 第9屆金曲獎                                          | 〈河〉 | 與蘇芮合唱、致敬張雨生                                 |
| 1999年 | 第36屆金馬獎                                         | 「兩張王牌」組曲 | 與張學友合唱                                           |
| 2000年 | 中國中央電視台春節聯歡晚會                           | 〈給我感覺〉 | 以新人之姿單獨演唱，這是許多成名歌手都沒有享受到的待遇 |
| 2000年 | 第10任中華民國總統就職典禮                           | 〈中華民國國歌〉 |                                                        |
| 2001年 | 第21屆世界大學運動會                                 | 「姐妹」「牽手」 | 開幕式獻唱                                             |
| 2002年 | 第13屆金曲獎                                         | 「亞洲最棒」組曲 | 開場表演                                               |
| 2004年 | 72水災為台灣祈福慈善演唱會                           | |                                                        |
| 2005年 | 第42屆金馬獎                                         | 「歌聲妹影」組曲 | 壓軸演出                                               |
| 2006年 | 第17屆金曲獎                                         | 「Music ORZ」組曲 | 壓軸演出                                               |
| 2007年 | 馬兆駿紀念音樂會                                     | 〈起初的愛〉 |                                                        |
| 2007年 | 第四屆亞洲音樂節                                     | 〈火〉 | 首次赴首爾表演                                         |
| 2007年 | 第四屆亞洲音樂節                                     | 〈夏天的浪花〉 | 首次赴首爾表演                                         |
| 2007年 | 第四屆亞洲音樂節                                     | 〈你是愛我的〉 | 首次赴首爾表演                                         |
| 2007年 | 第五屆台灣同志遊行                                   | 演唱一再加碼，足足唱了四十分鐘 | 擔任首位代言人                                         |
| 2008年 | 張雨生20週年音樂會                                   | 組曲 |                                                        |
| 2008年 | 北京奧運主題曲之一                                   | 〈永遠的朋友〉 | 與孫楠合唱中文版                                       |
| 2008年 | 第19屆金曲獎                                         | 「Amit Fever阿密特狂熱」組曲 | 壓軸演出                                               |
| 2009年 | 「小小夢想·幸福天堂」音樂會                          | 〈小小的夢想〉 |                                                        |
| 2009年 | 第11屆全運會開幕式                                   | 〈相親相愛〉 | 與陳慧琳、孫楠、古卓文合唱                             |
| 2009年 | 第21屆夏季聽障奧運會開幕典禮                         | 〈聽得見的夢想〉 |                                                        |
| 2009年 | 新加坡F1賽車表演                                     | 獨唱、與張學友合唱 | 壓軸演出                                               |
| 2010年 | 第八屆台灣同志遊行                                   | | 二度擔任彩虹大使                                       |
| 2011年 | 第22屆金曲獎                                         | 「我最親愛的音樂大師」組曲 留不住的故事（原唱：黃鶯鶯） 天空（原唱：王菲） 變（原唱：蘇芮） 玫瑰人生（原唱：許景淳） 我最親愛的                                                 | 致敬樂壇前輩                                           |
| 2011年 | 久石讓東京音樂會                                     | 〈命運是遙遠那天的約定〉 | 亞洲首位受邀出席跨刀演出                               |
| 2011年 | 久石讓東京音樂會                                     | 〈誰愛我〉 | 亞洲首位受邀出席跨刀演出                               |
| 2011年 | 久石讓東京音樂會                                     | 〈I Will Always Love You〉 | 亞洲首位受邀出席跨刀演出                               |
| 2011年 | 100年全國運動會                                      | | 開幕式選手之夜演出                                     |
| 2015年 | 第26屆金曲獎                                         | 「A Queen」組曲 偏執面 跳進來 永遠的快樂 維多利亞的秘密 黑吃黑 你想幹什麼？ Booty Call 牙買加的檳榔 三天三夜                                                                    | 壓軸演出                                               |
| 2016年 | 第27屆金曲獎                                         | 「Music Is Possible」組曲 | 與頑童MJ116合作，壓軸演出                              |
| 2017年 | 第28屆金曲獎                                         | 「雨後星空」組曲 天天想你（原唱：張雨生） 以為你都知道（原唱：張雨生） 後知後覺 不顧一切 我期待                                                                                 | 致敬张雨生                                             |
| 2018年 | 天貓88寵愛無限群星演唱會                             | 「妹氏情歌」組曲 |                                                        |
| 2018年 | 臺北最High新年城-2019跨年晚會 （页面存档备份，存于） | 我要飛 渴了 跳進來 站在高崗上 彩虹 我最親愛的 魚仔（原唱：盧廣仲） 你啊你啊 （原唱：魏如萱） 哭砂 身後 連名帶姓 前進烏托邦 好膽你就來 傷心的人別聽慢歌（原唱：五月天） 三天三夜 | 表演長達55分跨年壓軸                                   |
| 2020年 | 「BMW M 20/21 aMEI UTOPIA EAST」跨年演唱會           | 49首，『Star世界巡迴演唱會』、『阿密特首次世界巡迴演唱會』、『Ameizing世界巡迴演唱會』和『烏托邦世界巡城演唱會』這四場橫跨2007~2017演唱會精華                                   | 三個小時大型演唱會規格，超過7萬人擠爆現場              |
| 2021年 | 521薇婭狂歡節直播演唱會                              | 如果你也聽說 姐妹 |                                                        |
| 2021年 | Disney+A Night of Disney+夢想之夜演唱會              | 「迪士尼經典動畫的英文、中文版主題曲」 When You Wish Upon a Star 請記住我 Into the Unknown Circle of Life                                                                       | 與瘦子及天籟美聲聞名的希望合唱團合作                   |
| 2023年 | 台灣好音樂-獵人聚演唱會                              | 古調 不顧一切 站在高崗上 水藍色眼淚 開門見山 | 壓軸演出                                               |
| 2023年 | 日本大型人氣搖滾音樂節「SUMMER SONIC」               | 開門見山 當我開始偷偷地想你 你想幹什麼 我最親愛的 我只在乎你 永遠的快樂 YES OR NO 三天三夜                                                                                      | 東京 大阪連唱2天                                       |